# Festival Internacional de Cinema de Sant Sebastià 1956
La 4a edició del Festival Internacional de Cinema de Sant Sebastià va tenir lloc entre el 14 i el 22 de juliol de 1956. Fou inaugurat el 14 de juliol al Victoria Eugenia Antzokia i a la inauguració van estar presents, entre d'altres, els actors Irene Papas, Aurora Bautista i Rafael Durán Espayaldo. Es va projectar la pel·lícula espanyola Todos somos necesarios de José Antonio Nieves Conde.
En aquesta quarta edició el Festival no va ser reconegut per la FIAPF, de manera que no es van poder lliurar els premis oficials de l'anterior edició (tot i que aquests ho havien estat a costa de premiar exclusivament el millor color i d'especialitzar-se el festival en el color). Així doncs, els premis, atorgats per separat a pel·lícules espanyoles i a pel·lícules estrangeres, no van ser oficials. Als guanyadors se'ls atorgava una safata de plata amb l'escut de la ciutat.

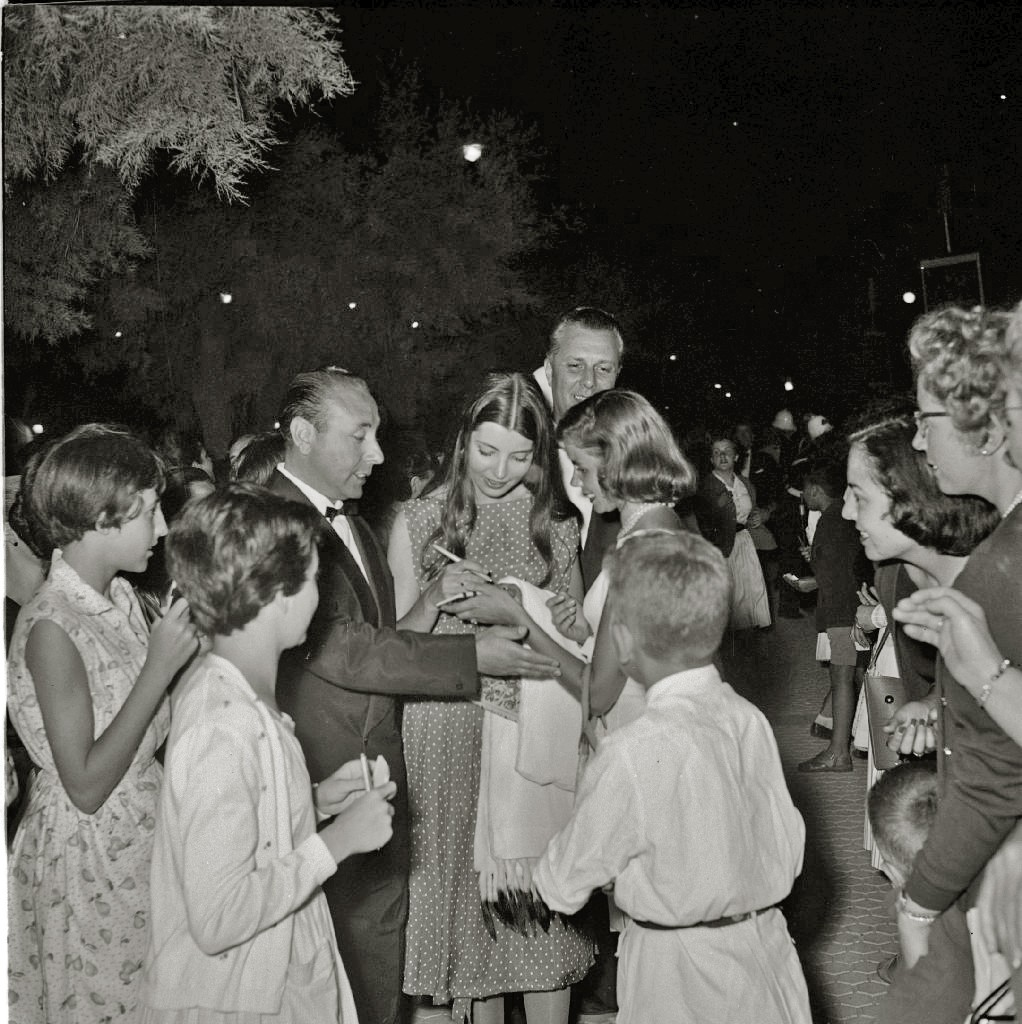

## Jurat
Al no ser oficial el festival, el jurat va estar compost per 18 crítics.
- Alberto Cambronero
- José Luis Tuduri
- Javier Aguirre
- José María Latiegui
- María Ginishiam
- Joaquín Romero
- Ignacio de Montes
- Tomás García de la Puerta
- Pío García Viñolas
- Luis Ezquerecocha
- Juan Ignacio de Blas
- Antonio Cuevas
- José Luis Torres
- Maritxu Mayor Lizarbe
- Florentino Soria
- José Berruezo
- Pedro Rodrigo
- Marcos Forcada

## Pel·lícules en competició
- Amici per la pelle de Franco Rossi[3]
- Canaris d'Alfred Weidenmann
- Heidi und Peter de Franz Schnyder
- Hospital de urgencia d'Antonio Santillán
- Il ferroviere de Pietro Germi
- Les maniobres de l'amor de René Clair
- Llamas contra el viento d'Emilio Gómez Muriel /
- Música en la noche de Tito Davison
- Pasión en el mar d'Arturo Ruiz Castillo /
- Riscatto de Marino Girolami
- Si tous les gars du monde de Christian-Jaque
- The Constant Husband de Sidney Gilliat
- Todos somos necesarios de José Antonio Nieves Conde /
- Tosca de Carmine Gallone
- Tuntematon sotilas d'Edvin Laine
- Un po' di cielo de Giorgio Moser

## Palmarès

### Pel·lícules estrangeres
- MILLOR PEL·LÍCULA: Il ferroviere, de Pietro Germi (Itàlia)
- MILLOR DIRECTOR: Pietro Germi, per Il ferroviere (Itàlia)
- MILLOR GUIÓ: Henri-Georges Clouzot i Christian-Jaque, per Si tous les gars du monde (França)
- MILLOR ACTRIU: Luisa Della Noce, per Il ferroviere, de Pietro Germi (Itàlia)
- MILLOR ACTOR: Otto Eduard Hasse, per Canaris, d'Alfred Weidenmann (Alemanya)
- MILLOR FOTOGRAFIA EN COLOR: Pier Ludovico Pavoni, per Un po' di cielo, de Giorgio Moser (Itàlia)

### Pel·lícules espanyoles
- MILLOR PEL·LÍCULA: Todos somos necesarios, de José Antonio Nieves Conde
- MILLOR DIRECTOR: José Antonio Nieves Conde, per Todos somos necesarios
- MILLOR GUIÓ: Faustino González-Aller y José Antonio Nieves Conde, por Todos somos necesarios
- MILLOR ACTRIU: Desert
- MILLOR ACTOR: Albert Closas, per Todos somos necesarios
- MILLOR FOTOGRAFIA: José Fernández Aguayo, por Pasión en el mar, d'Arturo Ruiz Castillo
- MILLOR CURTMETRATJE: Viaje romántico a Granada, d'Eugenio Martín Márquez